# 池浦町 (安城市)
池浦町（いけうらちょう）は、愛知県安城市の地名。

## 地理
安城市中央部に位置する。南は大東町、南東は新田町に接する。

### 学区
市立小・中学校に通う場合、学校等は以下の通りとなる。また、公立高等学校に通う場合の学区は以下の通りとなる。
| 番・番地等 | 小学校                 | 中学校               | 高等学校 |
| --- | ---------------------- | -------------------- | -------- |
| 池浦・池西・大山田上（市道大東住吉線以西）・狐穴・小山西（市道大東住吉線以西）・境目・下原新切・茶筅木・丸畔・丸田 | 安城市立安城中部小学校 | 安城市立安城北中学校 | 三河学区 |
| 池上・池田上・池東・大山田上（市道大東住吉線以東）・曲尺手・小山西（市道大東住吉線以東）                           | 安城市立新田小学校     | 安城市立安城北中学校 | 三河学区 |

## 歴史

### 人口の変遷
国勢調査による人口および世帯数の推移。
| 1995年（平成7年）  | 1309世帯 4311人 |  |
| 2000年（平成12年） | 1428世帯 4170人 |  |
| 2005年（平成17年） | 1529世帯 4281人 |  |
| 2010年（平成22年） | 1679世帯 4530人 |  |
| 2015年（平成27年） | 1706世帯 4409人 |  |
| 2020年（令和2年）  | 1768世帯 4442人 |  |

### 沿革
- 1957年（昭和32年） - 安城市安城町・大東町の各一部により、同市池浦町が成立[2]。
- 1966年（昭和41年） - 一部が大東町に編入される[2]。

## 交通
- 名鉄西尾線[1]
- 愛知県道76号豊田安城線[1]
- 旧愛知県道安城竹線[1]
- 愛知県道285号安城八ツ田知立線[1]
- JR東海道本線[1]

## 施設
- 愛知県立安城農林高等学校[1]
- こひつじ保育園[1]
- 公民館[1]
- 老人憩の家[1]
- 安城市農協池浦支店[1]
- 農業技術センター[1]
- 天満宮[1]
- 金光教安城教会[1]

- 日本ホーリネス教団安城キリスト教会
- PL教団安城教会

### WEB
1. ↑  “愛知県安城市の町丁・字一覧”.   人口統計ラボ. 2023年8月26日閲覧。
2. 1 2  総務省統計局 (2022年2月10日). “令和2年国勢調査の調査結果(e-Stat) - 男女別人口，外国人人口及び世帯数－町丁・字等” (CSV). 2023年8月2日閲覧。
3. ↑  “愛知県安城市の郵便番号一覧”.   日本郵便. 2023年8月26日閲覧。
4. ↑  “市外局番の一覧” (PDF).   総務省 (2022年3月1日). 2022年3月22日閲覧。
5. ↑  安城市役所教育振興部学校教育課学事係 (2022年4月7日). “小中学校区一覧（町別50音順）”.   安城市. 2023年9月24日閲覧。
6. ↑  “平成29年度以降の愛知県公立高等学校（全日制課程）入学者選抜における通学区域並びに群及びグループ分け案について”.   愛知県教育委員会 (2015年2月16日). 2023年9月24日閲覧。
7. ↑  総務省統計局 (2014年3月28日). “平成7年国勢調査の調査結果(e-Stat) - 男女別人口及び世帯数 －町丁・字等” (CSV). 2021年7月20日閲覧。
8. ↑  総務省統計局 (2014年5月30日). “平成12年国勢調査の調査結果(e-Stat) - 男女別人口及び世帯数 －町丁・字等” (CSV). 2021年7月20日閲覧。
9. ↑  総務省統計局 (2014年6月27日). “平成17年国勢調査の調査結果(e-Stat) - 男女別人口及び世帯数 －町丁・字等” (CSV). 2021年7月21日閲覧。
10. ↑  総務省統計局 (2012年1月20日). “平成22年国勢調査の調査結果(e-Stat) - 男女別人口及び世帯数 －町丁・字等” (CSV). 2021年7月21日閲覧。
11. ↑  総務省統計局 (2017年1月27日). “平成27年国勢調査の調査結果(e-Stat) - 男女別人口及び世帯数 －町丁・字等” (CSV). 2021年7月21日閲覧。

### 書籍
1. 1 2 3 4 5 6 7 8 9 10 11 12 13 14 15  「角川日本地名大辞典」編纂委員会 1989, p. 1563.
2. 1 2  「角川日本地名大辞典」編纂委員会 1989, p. 133.